# دیسکوس (سرویس میزبانی)
دیسکوس (انگلیسی:Disqus) یا یک سرویس میزبانی کامنت بلاگ وب در سراسر جهان برای وب سایت‌ها و جوامع آنلاین است که از یک پلت فرم شبکه استفاده می‌کنند. پلت فرم این شرکت شامل ویژگی‌های مختلفی از قبیل ادغام اجتماعی، شبکه‌های اجتماعی، پروفایل‌های کاربر، هرزنامه‌ها و ابزارهای مدیریت، تجزیه و تحلیل، اطلاعیه‌های ایمیل و اظهار نظر در تلفن همراه است. این استارتاپ در سال ۲۰۰۷ توسط دانیل هال و جیسون یان به عنوان یکی از استارتاپ‌های Y combinator تأسیس شد.
دیسکوس در سال ۲۰۱۱ رتبه ۱ را در شبکه‌های ایالات متحده آمریکا با ۱۴۴ میلیون بازدیدکننده داشته‌است. دیسکوس در بسیاری از نشریات مهم مانند CNN, دیلی تلگراف و IGN و حدود ۷۵۰٬۰۰۰ وبلاگ و وب سایت‌ها برجسته شده‌است.